# The Long Day's Dying
The Long Day's Dying és una pel·lícula bèl·lica britànica en techniscope del 1968 dirigida per Peter Collinson basada en la novel·la del mateix nom d'Alan White i protagonitzat per David Hemmings. Havia de formar part de la competició oficial al 21è Festival Internacional de Cinema de Canes, però el festival fou cancel·lat degut als esdeveniments del Maig del 1968 a França. Sí que va poder competir al Festival Internacional de Cinema de Sant Sebastià 1968, on va guanyar la Conquilla d'Or a la millor pel·lícula.

## Sinopsi
Tres paracaigudistes britànics queden separats de la seva unitat i es perden darrere de les línies enemigues. Protegits en una masia deserta, esperen el retorn del seu sergent que s'ha atrevit a intentar localitzar la seva unitat. Els tres soldats són Tom, un veterà cínic cansat del món, John, un pensador educat de classe mitjana que menysprea la guerra i Cliff, un soldat que adora la seva feina. Els tres són assassins professionals altament capacitats que, independentment del seu propi pensament personal, no dubten en exercir les seves funcions.
Dos soldats alemanys s'acosten a la masia i els paracaigudistes els despatxen a tots dos. El segon dels atacants és perseguit pels paracaigudistes que juguen pràcticament amb la seva víctima abans que John el mati, tot i que l'experiència el posa malalt. Quan els tres homes mengen un àpat, són sorpresos i capturats per un tercer alemany anomenat Helmut, un paracaigudista com ells. Els britànics aviat giren les taules i capturen Helmut, però aquest, que parla anglès, aconsegueix manipular els seus captadors per mantenir-lo viu. El grup surt de la casa a la recerca del seu sergent que finalment trobaran mort al bosc, amb la gola tallada. Els homes continuen, intentant trobar el camí de tornada a les línies aliades. Es troben amb una masia, on s'allotja un trio d'alemanys. Els paracaigudistes s'acosten amb prudència i els disparen, només per comprovar que els alemanys ja són morts.
Després de passar la nit a la casa, el grup continua la seva marxa de tornada a les línies britàniques, només per topar amb una patrulla alemanya. A la batalla següent, tots els alemanys són assassinats, però Cliff és ferit fatalment. John i Tom arriben a la primera línia, agafant el seu pres Helmut amb ells, però les tropes britàniques properes els confonen amb alemanys i obrin un foc obert, ferint mortalment Tom. Ambdós ferits, John i Helmut es cobreixen en una rasa fangosa. Allà, John decideix matar Helmut amb una petita broqueta que sempre portava amb ell. Delirant per l'esgotament i la ferida, John es posa al descobert, cridant que és pacifista abans que les tropes britàniques tornin a obrir foc, matant-lo.

## Repartiment
- David Hemmings - John
- Tony Beckley - Cliff
- Tom Bell - Tom Cooper
- Alan Dobie - Helmut

## Recepció crítica
A Renata Adler, revisant l'estrena de la pel·lícula per The New York Times el 1968, no li va agradar. "Hi ha algunes escenes excel·lents ... Però el guió és insostenible. ... rígid, auto-important i dur ... Sense caracterització ... Una per la sàtira barata antibèl·lica anglesa".
Mark Connelly va escriure (el 2003) de The Long Day's Dying. 'Els crítics odiaven la pel·lícula i trobaven les mateixes falles que identificaven a The Charge of the Light Brigade. (Charles Wood va escriure el guió d'ambdues pel·lícules) “Es van confondre pel fet que es tractava d'una pel·lícula antibèl·lica que celebrava alguns dels valors de la guerra i de la vida de l'exèrcit. Wood va demostrar, com va fer a The Charge, que la guerra té una complexa presa de les ments i les imaginacions dels humans. Que tot i que finalment és un procés terrible, destructiu i malbaratador, ha inspirat els homes i els ha motivat intel·lectualment i emocionalment'.

## Producció
Segons Michael Deeley, ell i Peter Yates van treballar en el primer esborrany del guió però se’ls va denegar el crèdit. Afirma que va donar a Collinson la feina en part per veure si tenia la tasca de dirigir Un treball a Itàlia (1969).